# Takanezawa (Tochigi)
Takanezawa (高根沢町, Takanezawa-machi) est un bourg du district de Shioya, dans la préfecture de Tochigi au Japon.

## Géographie

### Situation
Takanezawa est situé dans les plaines du centre-est de la préfecture de Tochigi, avec une altitude moyenne de 109 à 195 mètres.

### Démographie
Au 1er novembre 2017, la population de Takanezawa s'élevait à 29 817 habitants répartis sur une superficie de 70,87 km2.

### Hydrographie
Takanezawa est bordé par la rivière Kinu à l'ouest.

## Histoire
Le bourg de Takanezawa a été créé le 1er avril 1958 de la fusion du bourg d'Akutsu avec le village de Kitatakanezawa.

## Transports
Takanezawa est desservi par les lignes Utsunomiya et Karasuyama de la JR East à la gare de Hōshakuji.